# Glovo
Glovo va ser creada com una empresa emergent a Barcelona l'any 2015. Es dedica a la compra, la recollida i l'enviament de comandes en menys d'una hora a través de missatgers. El 2022 era present a 25 països.
Es troba disponible gratuïtament en web i app, tant per iOS a l'App Store com per Android a Google Play. L'aplicació disposa de diferents categories on es reparteixen els productes d'establiments que treballen amb Glovo. Una vegada feta la comanda (el "Glovo"), el client pot seguir en temps real mitjançant la geolocalització quin missatger li farà el servei i el recorregut que realitzarà. Els mitjans de transport utilitzats pels missatgers (anomenats "Glovers") són la bici i la moto.

## Història
L'empresa va començar a operar a Barcelona al març de 2015, on té la seu amb quasi 500 treballadors, seguint el model de la companyia estatunidenca Postmates. El febrer de 2015, es va realitzar el primer servei de Glovo a Barcelona. El mateix mes es tanca la primera ronda d'inversió per 140.000 €. Fundada pel barceloní Oscar Pierre juntament amb el seu soci Sacha Michaud, ha aconseguit més de 7M€ en les tres primeres rondes de finançament quan encara era una empresa emergent.
El setembre de 2015, Glovo aterra a Madrid El novembre del mateix any, Glovo va obrir a València i va tancar una segona ronda d'inversió per valor de 2M€. Aquell mateix mes, l'empresa emergent va guanyar el premi Google a la innovació mòbil del sector retail.
El març de 2016, Glovo va adquirir la italiana Foodinho i va començar a operar a Milà. Començava així, la seva expansió internacional. El maig de 2016, va començar Glovo a París. L'agost del mateix any, Glovo tanca la tercera ronda d'inversió per valor de 5M€.

El setembre de 2016, va ampliar les ciutats on operava a Espanya amb la incorporació de Saragossa, Sevilla i Màlaga. El març de 2017, obre dues noves ciutats: Madrid Nord (Majadahona i las Rozas) i Madrid Sud (Móstoles, Alcorcón, Getafe, Fuenlabrada i Leganés).

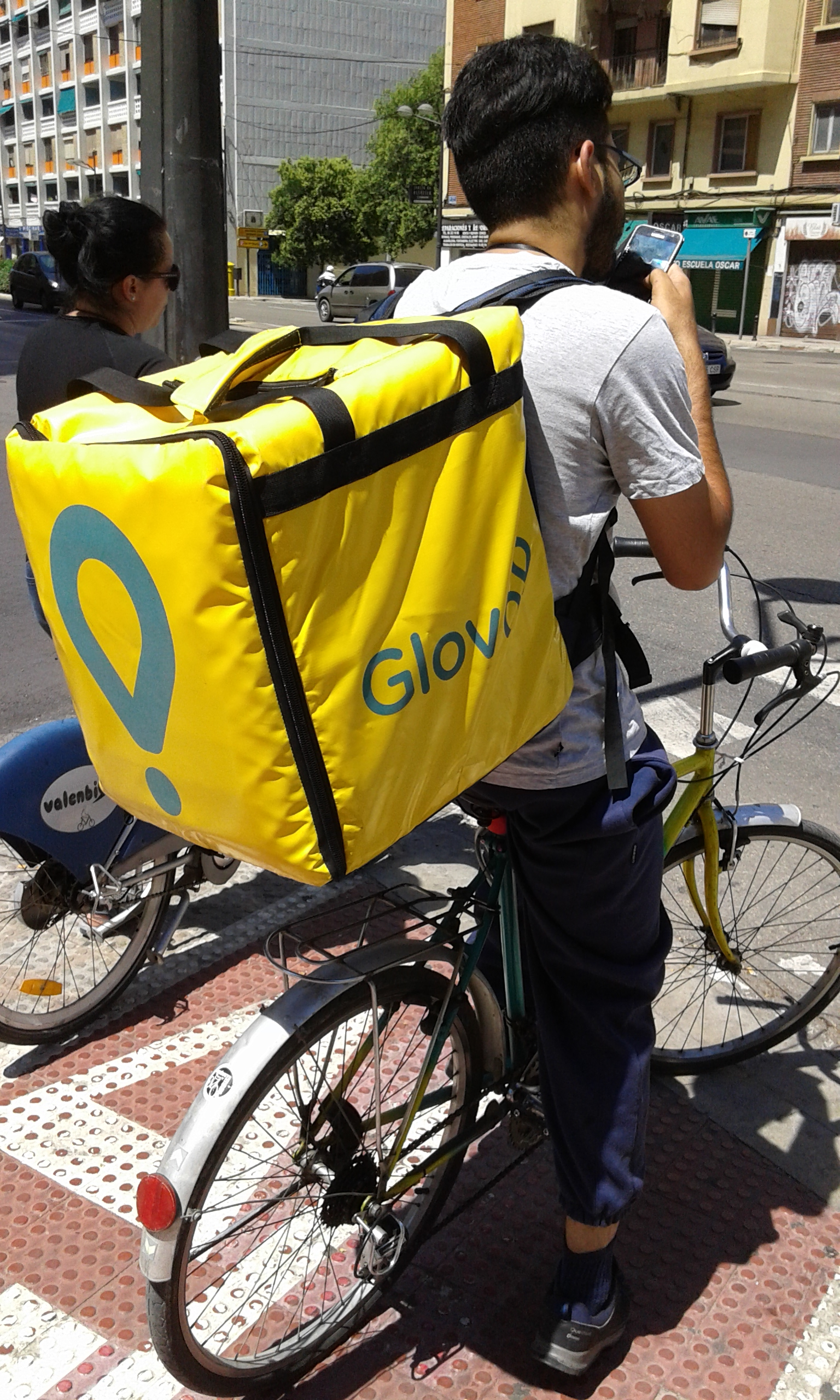
Repartidor en bicicleta a València

El maig de 2017, se la considera com una de les 40 empreses que canviaran el món. És l'única espanyola que apareix en el rànquing realitzat per la consultora Interbrand. Al juny del mateix any, tanca un acord amb McDonald's Espanya i Itàlia per tal que Glovo sigui la responsable del servei McDelivery. El setembre de 2017, Glovo tanca una nova ronda de finançament de la mà de Rakuten i Cathay. El novembre de 2017, Glovo obre noves ciutats a Europa i realitza una aliança amb Cabify per a obrir a Llatinoamèrica.
A octubre de 2020 va vendre les empreses de Llatinoamèrica a Delivery Hero, que a principis de 2022 va prendre el control de Glovo.

## Països i ciutats on opera
A Espanya va començar a Barcelona, Madrid, Alacant, Palma, València, Saragossa, Sevilla, Bilbao, Màlaga, Xixón i Múrcia i es va expandir a les ciutats europees de Bolonya, Catània, Florència, Lisboa, Milà, Palerm, París i Roma, i les americanes de Buenos Aires, Lima i Santiago.

## Polèmica
A l'estat espanyol, on el 2019 tindria vora 7.500 repartidors que cobrarien entre 7 i 9 euros l'hora, ha estat implicada —com també altres empreses part de l'economia de bolos— en diferents judicis pel que fa a la relació laboral amb els seus repartidors respecte si són o no falsos autònoms.
El maig de 2019 un repartidor va morir atropellat per un camió dels serveis de neteja de Barcelona, fet que va provocar les queixes del col·lectiu de repartidors pel que fa a les condicions laborals. L'empresa, que paga una assegurança pels repartidors, va informar que el difunt no era registrat en el seu sistema, i companys comenten que possiblement aquest tenia el compte cedit o llogat per un tercer en tractar-se d'un immigrant sense permís de treball.